# Arçay (Vienne)
Arçay [aʁsɛ] ist eine französische Gemeinde mit 342 Einwohnern (Stand: 1. Januar 2022) im Département Vienne in der Region Nouvelle-Aquitaine (vor 2016 Poitou-Charentes); sie gehört zum Arrondissement Châtellerault und zum Kanton Loudun. Die Einwohner werden Arçois genannt.

## Geographie
Arçay liegt etwa 50 Kilometer westnordwestlich von Châtellerault. Umgeben wird Arçay von den Nachbargemeinden Saint-Laon im Norden und Westen, Mouterre-Silly im Norden und Osten, Ouzilly im Süden, Brie im Südwesten sowie Oiron im Westen.

## Bevölkerungsentwicklung
| Jahr                      | 1962 | 1968 | 1975 | 1982 | 1990 | 1999 | 2006 | 2013 |
| Einwohner                 | 579  | 503  | 423  | 446  | 419  | 406  | 409  | 393  |
| Quelle: Cassini und INSEE |      |      |      |      |      |      |      |      |

## Sehenswürdigkeiten

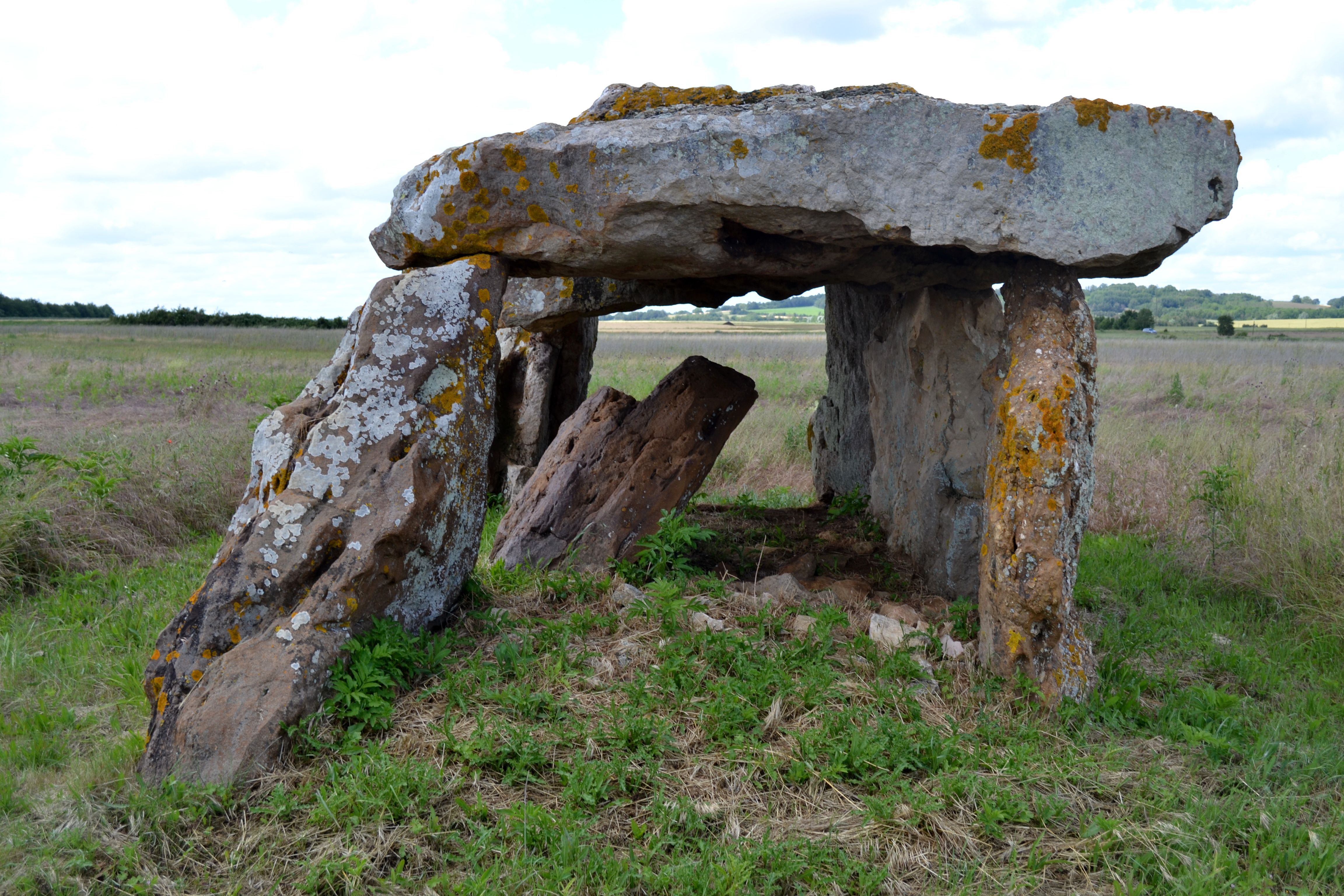
Dolmen 1 von Briande

- Dolmen von Briande (siehe auch: Liste der Monuments historiques in Arçay (Vienne))
- Grabhügel von Bougon
- Kirche Saint-Paul